# Gian Battista Caotorta

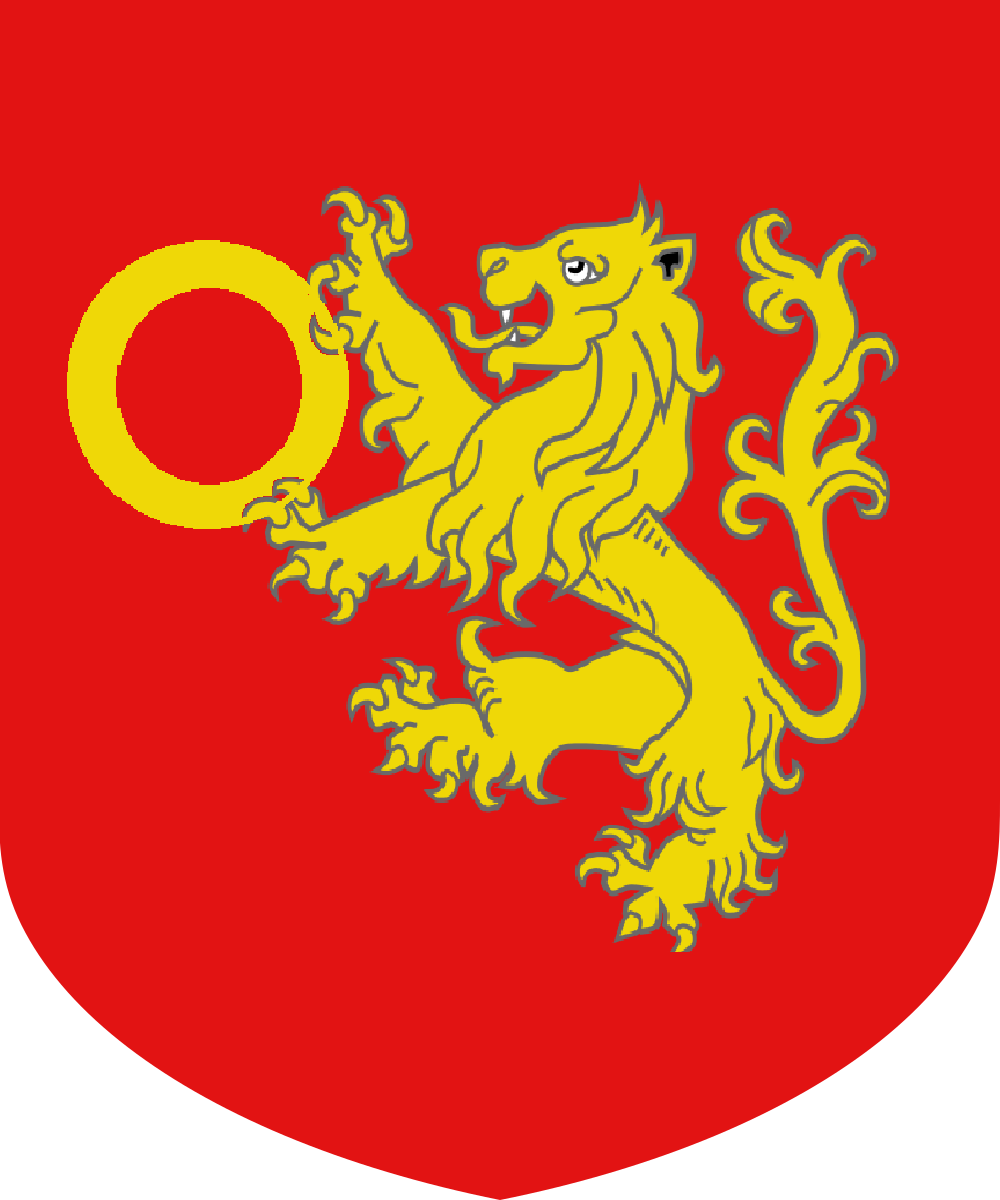
Stemma Caotorta

Gian Battista Caotorta (20 gennaio 1554 – 1597) è stato un politico italiano.

## Biografia
Patrizio veneziano appartenente alla famiglia Caotorta, residente alla Madonna dell'Orto, era figlio di Marco e di Orsetta Valier. Di carattere amabile ma non per questo irrisoluto, intraprese una promettente carriera politica stroncata dalla morte prematura, avvenuta ad appena quarantatré anni.
Entrò nella vita pubblica nel 1576 quando, giovanissimo, gli fu affidata la podesteria di Montagnana. Il Caotorta non era ancora venticinquenne, l'età minima per accedere alle magistrature, ma, a detta di Girolamo Priuli, ottenne una deroga grazie a un versamento cauzionale da lui effettuato all'erario; tre anni prima si era infatti conclusa la disastrosa guerra di Cipro e la Serenissima stava cercando di risanare in ogni modo le proprie finanze.
Preso possesso della carica l'anno dopo, fu impegnato nella gestione della nota peste del Redentore e in vari dispacci inviati al Consiglio dei dieci domandò quali fossero i provvedimenti da prendersi al riguardo.
Negli anni successivi il Caotorta ricoprì magistrature nella capitale (solo nel 1584 fu a Orzinuovi come custode del castello), accumulando esperienza in ambito politico e finanziario: nel 1580 venne eletto membro della Quarantia civil vecchia, nel 1581 fu alla Ternaria vecchia, nel 1588 divenne ufficiale alle Cazude; nel 1591, in quanto provveditore sopra i dazi, ebbe il compito di reprimere il contrabbando nell'Adriatico, ma rifiutò l'incarico.
Nel 1593 riprese la carriera nei reggimenti come provveditore di Salò. Al termine del suo mandato (1595), inviò al Senato una relazione in cui si soffermò particolarmente sui problemi finanziari del territorio, proponendo l'istituzione di una pena per chi non pagasse le tasse.
Nel 1595 fu nominato provveditore in Terraferma per stilare una descrition de formenti nel Veronese e nel Colognese.
Nel 1596 fu nominato rettore alla Canea, sull'isola di Candia. Assunse l'incarico nel maggio dell'anno dopo ma, si presume, morì nel giro di pochi mesi dato che già in novembre veniva eletto il suo successore.